# Zihuatanejo de Azueta
José Azueta là một đô thị thuộc bang Guerrero, México. Năm 2005, dân số của đô thị này là 104609 người.